# 銅鼓

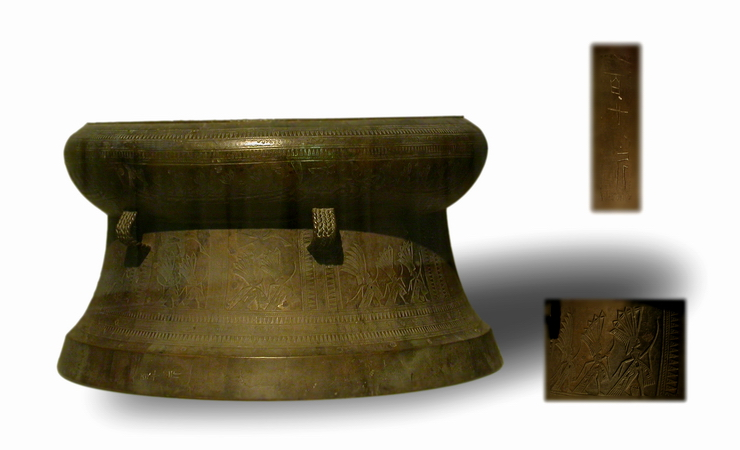
広西で出土した銅鼓

銅鼓（どうこ、チワン語: gyongdoengz 皷⿰金弄、ベトナム語: trống đồng 𪔠銅）とは、中国南西部から東南アジア島嶼部まで幅広く出土する楽器、祭器でドンソン文化を特徴づける遺物。
青銅で作られた片面の太鼓である。主に雨乞いや祖先祭祀の際、精霊に働きかける目的で作られたとされる。最古のタイプの銅鼓は、紀元前5世紀頃に雲南地方で作られはじめたと考えられている。その後の銅鼓は、20世紀初頭のフランツ・ヘーゲルによって、一型から四型にまで分類されている。こうした銅鼓（とりわけヘーゲルI型銅鼓）はメコン川、紅河流域の交易ルートを通じて各地に伝播したほか、東南アジア島嶼部にまで幅広い広がりをみせた。